# NGC 3343
NGC 3343 (другие обозначения — UGC 5863, MCG 12-10-73, ZWG 333.51, PGC 32143) — эллиптическая галактика (E) в созвездии Дракона. Открыта Уильямом Гершелем в 1785 году.
В галактике известен источник радиоизлучения. До 1993 года её красное смещение не было измерено, оно составляет 0,021.
Этот объект входит в число перечисленных в оригинальной редакции «Нового общего каталога».